# ウルムチ植物園

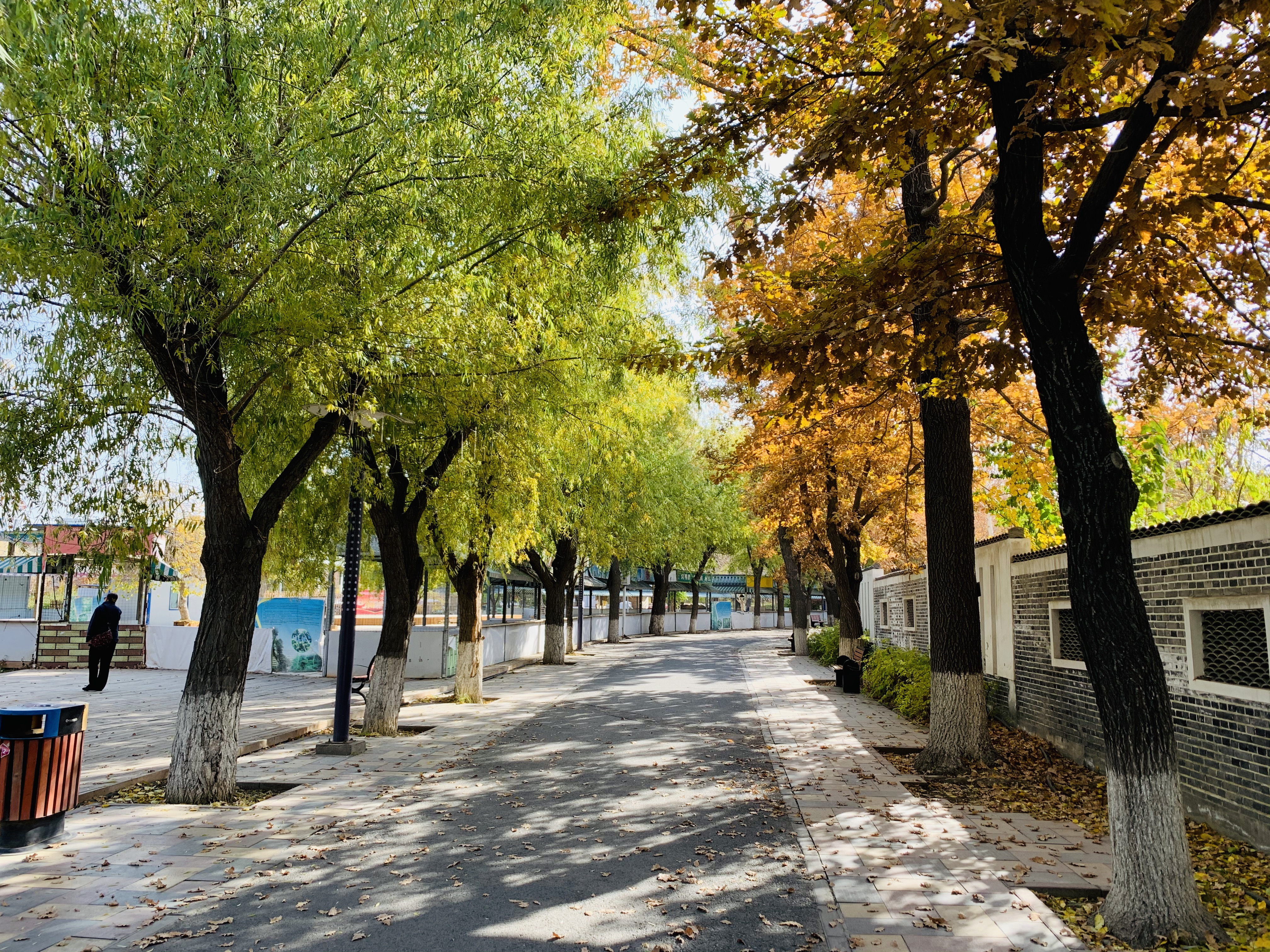
ウルムチ植物園で

ウルムチ市植物園（ウルムチししょくぶつえん、簡体字中国語: 乌鲁木齐市植物园）は、中国新疆ウイグル自治区ウルムチ市初の植物園である。住所はウルムチ市新市区北京中路916号。
ウルムチ植物園は1986年にぶどう園を中心に建設が始まり、現在は天山山脈・アルタイ山脈・砂漠地域の自治区固有種の植物の宝庫である。 ノニレ（野楡、中国語: 白榆）や夏橡を含む810種以上の植物が植えられており、新疆野生リンゴを含む数十種の中国の秘蔵種や絶滅危惧種も含まれている。ウルムチ植物園は、中国の国家3Aレベルの観光名所であり、ウルムチの若者の科学教育基地でもある。

## 参照項目
- 北京国立植物園